# João, o Orfanotrofo

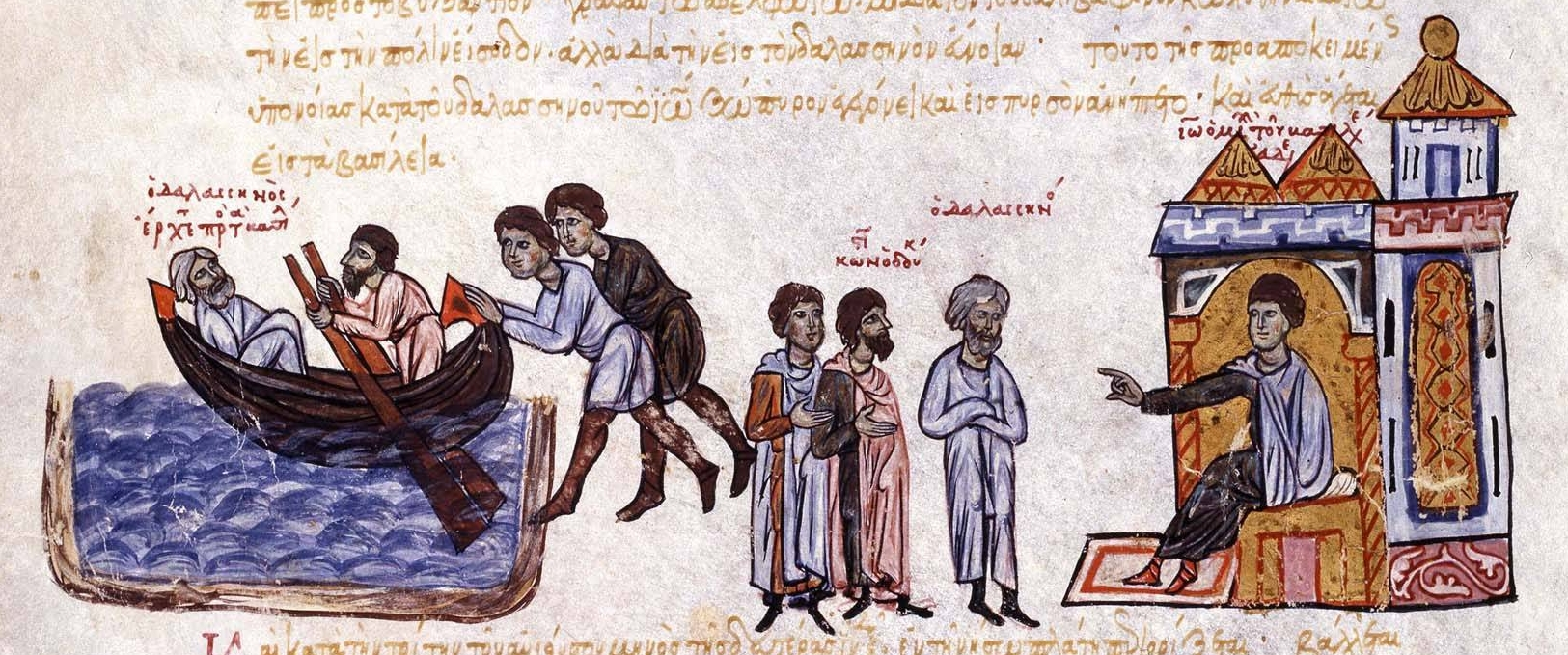
João, o Orfanotrofo exila Constantino Dalasseno na Ilha Platos.
Iluminura do Escilitzes de Madrid

João, o Orfanotrofo (em grego: Ἰωάννης ὁ Ὀρφανοτρόφος, "guardião dos órfãos") foi o líder entre os eunucos da corte (paracemomeno) durante o reinado do imperador bizantino Romano III Argiro (r. 1028–1034).

## Biografia
Incapaz de ter filhos, ele buscou fundar uma dinastia para sua família através de seu irmão, Miguel. Com este objetivo, ele o apresentou para a imperatriz reinante Zoé Porfirogênita. Logo os dois se tornaram amantes e um plano foi feito para assassinar o marido reinante de Zoé. Romano foi assassinado no banho no dia 11 de abril (que era a Sexta-feira Santa) de 1034 e Miguel se tornou o imperador Miguel IV, o Paflagônio.
João continuou a controlar a administração e as indicações para cargos oficiais durante o reinado de seu irmão. Ele também fez de seu cunhado Estêvão um almirante e o colocou a cargo da frota que levaria Jorge Maniaces e seu exército para a Sicília em 1038. Conforme a epilepsia de Miguel piorava, o controle de João sobre a estrutura de poder aumentava.
Após as desastrosas deserções dos normandos, salernitanos e varangianos do exército de Maniaces, João o reconvocou e indicou Miguel Doceano catepano da Itália.
O eunuco convenceu a imperatriz a adotar o filho de Estêvão, Miguel, como seu filho, assegurando assim a continuação da linhagem paflagônia. Logo Miguel IV estaria morto e Miguel V, o Calafate o sucedeu. Porém, tão logo o seu controle sobre o trono imperial pareceu mais firme, ele foi exilado por seu sobrinho ingrato. Em 1043, ele foi cegado pelo patriarca de Constantinopla Miguel Cerulário e morreu após cair e ser pisoteado por um jumento.